# Valle Carbajal
La vallée Carbajal (en espagnol : valle Carbajal) est une vallée située sur la grande île de la Terre de Feu, dans le département d'Ushuaïa, dans la province de Terre de Feu, Antarctique et Îles de l’Atlantique Sud, au sud de l'Argentine. La vallée est d'origine glaciaire et elle est parcourue par le río Olivia, le plus grand fleuve qui débouche dans les canaux voisins de la ville d'Ushuaïa.
Une partie de la vallée est située à l'intérieur de la réserve naturelle Valle Tierra Mayor depuis 1994, afin d'assurer la protection de ses forêts et de ses tourbières.

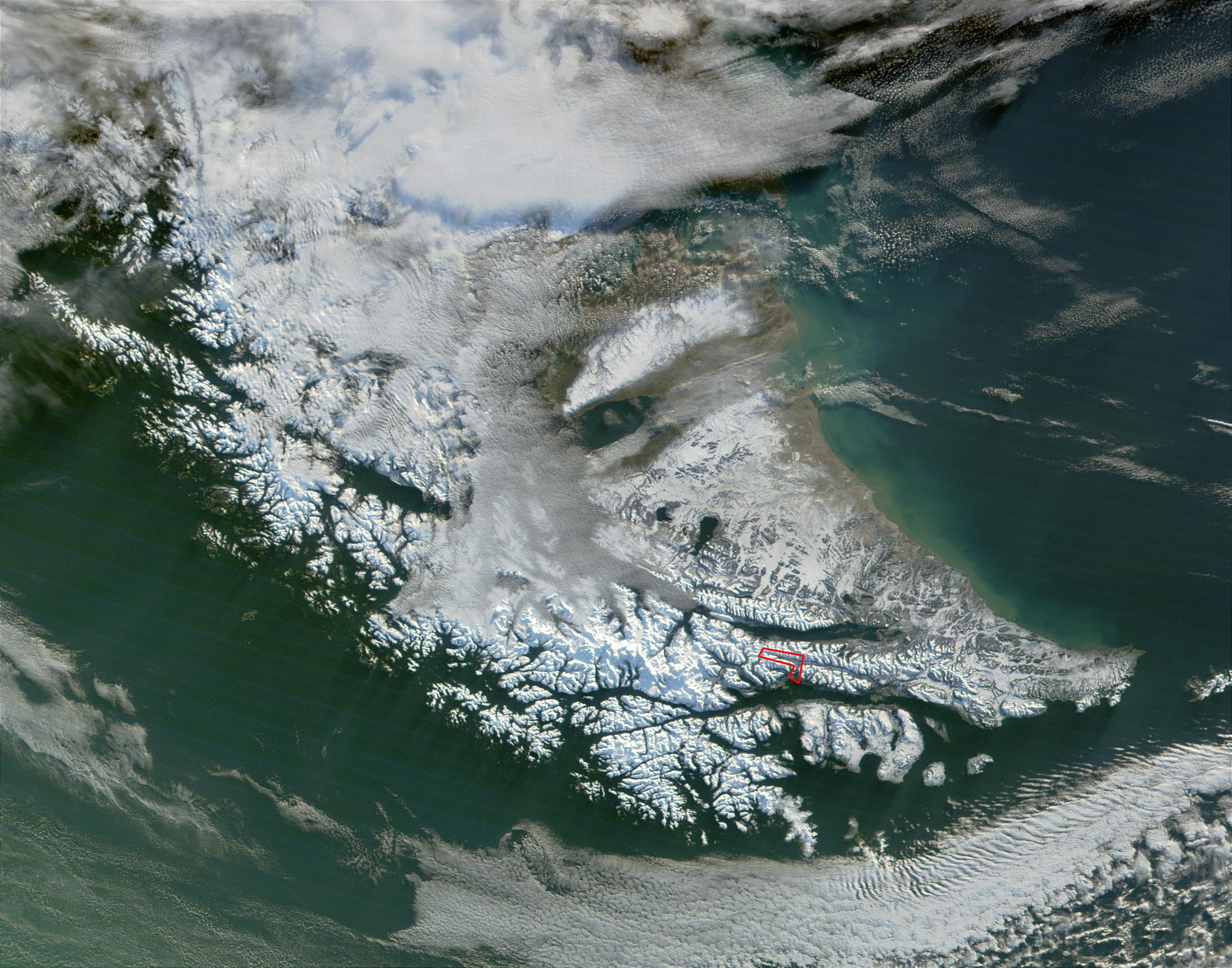
La position de la vallée Carbajal est marquée en rouge sur cette vue satellite de la Terre de Feu.

La ville la plus proche est Ushuaïa. La vallée Carbajal est située au milieu des Andes fuégiennes — la portion la plus australe de la cordillère des Andes. Elle s'étend d'ouest en est, elle est délimitée par la sierra Alvear (au nord) qui la sépare du lac Fagnano, et par une autre chaîne de montagnes (au sud) qui la sépare du canal Beagle jusqu'à ce qu'elle s'oriente en direction du sud, laissant à l'ouest la sierra Sorondo. À l'endroit où elle pivote vers le sud, la vallée Carbajal et la valle de Tierra Mayor s'unissent pour ne faire plus qu'une seule et même vallée, qui continue en direction du canal Beagle à proximité de l'Estancia Harberton.
La vallée est occupée en grande partie par des tourbières et par les méandres du río Olivia.